# The Smash Brothers
Pour plus de détails, voir Fiche technique et Distribution.
The Smash Brothers est un documentaire américain en neuf parties, sorti en 2013 sur YouTube et produit par Travis "Samox" Beauchamp.
Le documentaire retrace l'histoire de la communauté compétitive de Super Smash Bros. et en particulier de Super Smash Bros. Melee et huit de ses joueurs les plus emblématiques, incluant Joel "Isai" Alvarado, Jason "Mew2King" Zimmerman, Ken "Ken" Hoang et Joseph "Mango" Marquez. Il est accompagné d'un commentaire par d'autres membres emblématiques de la communité, incluant Chris "Wife" Fabiszak, Wynton "Prog" Smith, Kashan "Chillindude" Khan, Daniel "ChuDat" Rodriguez et Lillian "Milktea" Chen. La série a été financée via un financement participatif sur Kickstarter, à hauteur de 8910$. La série a un budget total de 12000$. Elle reçoit un total cumulé de 4 millions de vues sur YouTube.
En 2016, le documentaire est sous-titré en anglais et en français par un groupe franco-brésilien de traducteurs, Smashing Subs.

## Épisodes
Le documentaire est divisé en neuf parties. Chaque partie, sauf la première et la dernière, se concentre sur un joueur notable de Melee.
| Épisode | Titre              | Résumé |
| ------- | ------------------ | --- |
| 1       | Show Me Your Moves | Introduction au documentaire et vue d'ensemble de la scène compétitive. |
| 2       | No Johns           | Christopher "Azen" McMullen. |
| 3       | Don't Get Hit      | Joel "Isai" Alvarado. |
| 4       | The King of Smash  | Ken "Ken" Hoang. |
| 5       | Revolution         | Chris "PC Chris" Szygiel. |
| 6       | Paper Cuts         | Daniel "KoreanDJ" Jung. |
| 7       | The Robot          | Jason "Mew2King" Zimmerman. |
| 8       | The Natural        | Joseph "Mango" Marquez et Juan "Hungrybox" Debiedma. Il y a aussi une courte section sur les femmes, les homosexuels et les autres minorités dans la communauté Smash, avec l'intervention de la joueuse de Peach Lilian "Milktea" Chen et du joueur de Peach Landon "DoH" Cox. |
| 9       | Game!              | Décrit le financement participatif de l'EVO 2013 et la décision de Nintendo d'interdire la diffusion en direct du tournoi. |

## Origine
Beauchamp joue à Smash Bros. depuis le plus jeune âge, et décide de créer un documentaire après avoir appris des informations sur la vie de joueurs professionnels,. L'épisode pilote est filmé pendant l'été 2011. Le documentaire met plus de deux ans à être tourné, et Beauchamp quitte son emploi pour travailler dessus à plein temps. Il a eu l'occasion d'interviewer tous les joueurs dont il parle dans la série, sauf Azen.

## Accueil critique
La série documentaire reçoit des critiques très positives des fans et des critiques de jeu vidéo, qui insistent sur la qualité cinématographique de l'oeuvre, bien supérieure à la plupart des documentaires de fans,,.
Le documentaire a causé un regain d'intérêt dans les tournois compétitifs de Melee, avec toute une génération de "documentary kids" qui commencent à jouer en 2013 et 2014.
À la suite du succès de la série, Samox a annoncé un documentaire intitulé Metagame qui se penchera sur quelques joueurs, en particulier Adam "Armada" Lindgren et Kevin "PPMD" Nanney. Il est annoncé pour l'été 2017,.
Un équivalent pour Super Smash Bros. Brawl et Super Smash Bros. for Wii U, intitulé Smash 3, est en cours de développement par Cory "False" Shin,.